# Dexia extendens
Dexia extendens là một loài ruồi trong họ Tachinidae.